# Приндета, Виталий Валерьевич
Виталий Валерьевич Приндета (укр. Віталій Валерійович Приндета; род. 2 февраля 1993, Дубно, Ровненская область) — украинский футболист, защитник.

## Клубная карьера
Воспитанник владимир-волынского любительского клуба «БРВ-ВИК». В 2008 году подписал свой первый профессиональный контракт с луцкой «Волынью», а 17 августа 2008 года в возрасте 15 лет дебютировал за клуб в профессиональном футболе в матче против «Севастополя», который завершился победой волынян со счётом 3:0.
В сезоне 2009/10 клуб стал вторым в Первой лиге Украины и вышел в Премьер-лигу, где Приндета дебютировал 8 мая 2011 года в матче против харьковского «Металлиста» (1:4) и 43-й минуте забил свой первый гол за клуб, а в перерыве был заменён на Евгения Пичкура. Сыграл в сезоне 2010/11 3 неполных игры (105 минут).
В сезоне 2011/12 отыграл 9 матчей во всех турнирах.
В сезоне 2012/13 Приндету начали использовать и на позиции опорного полузащитника и на позиции центрального защитника.
В 2013/14 сезоне вновь заигрывался на позиции центрального защитника. Проигрывал конкуренцию своим партнёрам по команде и отыграл всего 9 матчей и прогресс молодого футболиста прекратился, потому что новый тренер Виталий Кварцяный не доверял молодому футболисту.
В сезоне 2014/15 сыграл только 7 матчей во всех турнирах. Получил серьёзное повреждение и поэтому отсутствовал половину сезона.
В сезоне 2015/16 провёл лишь одну игру и 1 января 2016 года разорвал контракт с клубом. Провёл за 8 лет за «Волынь» лишь 54 матча и забил 1 гол.
Зимой 2016 года был травмирован и не прошёл просмотр в украинских клубах. Летом получил несколько предложений из Греции и одно принял от «Платаньяса». Однако в начале сезона 2016/17 вновь получил травму — повреждение приводящей мышцы. Дебютировал только в матче 15 тура. В сезоне провёл 27 игр, забил 1 гол. В сезоне 2017/18 реже появлялся в основе команды. 5 января 2018 сотрудничество было прекращено по обоюдному согласию..
31 января 2018 года Приндета подписал контракт с греческим клубом «ПАС Ламия» до конца сезона. Дебютировал в матче 20 тура против «Атромитоса». Провёл за клуб всего 4 матча.
15 августа 2018 года подписал контракт с российским клубом «СКА-Хабаровск» из ФНЛ. Дебют состоялся в матче 7 тура против «Чертаново» (2:2), на 28 минуте забил гол.
В январе 2020 года стал игроком луцкой «Волыни».

## Карьера в сборной
Выступал за юношескую сборную Украины до 21 года. Играл за команды до 16, до 17 лет, а также до 19 лет суммарно провёл 45 игр и забил 4 гола за все молодёжные команды.

## Достижения
- Серебряный призёр Первой лиги Украины (1): 2009/10